# Efecto de Von Restorff
El efecto Von Restorff (llamado en honor a Hedwig von Restorff), también denominado el efecto de aislamiento, establece que un elemento que "destaca como un pulgar dolorido" (denominado codificación distintiva) tiene más probabilidades de ser recordado que el resto de los elementos. Por ejemplo, si una persona examina una lista de la compra con un artículo subrayado con fluorescente, será más probable que recuerde el artículo resaltado más que cualquiera de los otros.
La peculiaridad puede también venir en la forma de humor, en cuyo caso ocurre el efecto de humor. De la misma manera, ejemplos específicos incluyen el efecto de extrañeza y el efecto de posición seriada.